# Barom kagju
Barom Kagju – jedna z czterech głównych podszkół kagju buddyzm tybetańskiego, założona przez Barompa Darma Łangchuk'a w XII wieku. Barompa (transliteracja Wyliego. ’ba’ rom dar ma dbang phyug, 1127-1199) był jednym z czterech głównych uczniów Gampopy (1079-1153). Ciągłość tej linii przekazu, była głównie zachowywana w rodzinie. W XX wieku, jej najbardziej znanymi mistrzami, a zarazem dzierżawcami przekazu, byli Tulku Urgjen Rinpocze oraz Gendyn Rinpocze. Barom kagju zawiera przekazy mahamudry od Barompa Darma Wangchug'a oraz przekazy ningma takie jak dzogczen od tertona Terczen Barwaj Dordzie (transliteracja Wyliego. gter chen 'bar ba'i rdo rje ,1836-1920), który oprócz linii kagju był uczniem tertona Czokgjur Lingpa (gter chen mchog gyur gling pa, 1829-1870). Klasztory barom kagju znajdowały się we Wschodnim Tybecie, np. klasztor Kjodrak. Współczesnym mistrzem tej tradycji jest III Bardor Tulku Rinpocze, ur. w 1950 r. w Kham, Tybet, które rewitalizuje tradycję barom w centrum buddyjskim w Nowym Jorku, w szczególności przekaz term dzogczen od tertona Terczen Barwaj Dordzie. Barom kagju rozwija się również w Australii za sprawą J.E. Czodrak Saljej Rinpoczego i Sonam Tenzin Rinpoczego, gdzie wybudowano filię klasztoru Czodrak.